# AC Reggiana 1919
Associazione Calcio Reggiana 1919 – włoski klub piłkarski mający siedzibę w mieście Reggio Emilia, leżącym w regionie Emilia-Romania. Klub został założony 25 września 1919 jako Associazione Calcio Reggiana oraz w 2005 roku reaktywowany jako Reggio Emilia F.C., ale tuż przed startem sezonu 2005/2006 nazwa została zmieniona na A.C. Reggiana 1919.
Reggiana we włoskiej Serie B rozgrywkowej grała kilkukrotnie od 1920 roku. W latach 90. występowała w najwyższej klasie rozgrywkowej w sezonach 1993/1994, 1994/1995 i 1996/1997. Najlepsze miejsce w historii to 13. w sezonie 1993/1994. Najbardziej znanym szkoleniowcem w historii klubu jest Carlo Ancelotti, który w 2001 roku został trenerem zespołu A.C. Milan.
Barwy klubowe Reggiany to kolor kasztanowy (stąd przydomek I Granata). Domowe mecze zespół rozgrywa na stadionie Stadio Giglio. Do 1994 klub grał na starym obiekcie o nazwie Stadio Mirabello.
Jednym z najbardziej znanych kibiców Reggiany jest były premier Włoch oraz były przewodniczący Komisji Europejskiej, Romano Prodi.

## Sukcesy
- Mistrzostwo Serie B: 1
- Sezony w Serie A: 3
- Sezony w Serie B: 34